# Saint-Hippolyte (Aveyron)
Saint-Hippolyte (okzitanisch: Sent Ipòli) ist eine französische Gemeinde mit 426 Einwohnern (Stand: 1. Januar 2022) im Département Aveyron in der Region Okzitanien (vor 2016 Midi-Pyrénées). Sie gehört zum Arrondissement Rodez und zum Kanton Lot et Truyère. Die Einwohner werden Saint-Hippolytains genannt.

## Geographie
Saint-Hippolyte liegt etwa 38 Kilometer nördlich von Rodez. Der Truyère begrenzt die Gemeinde im Osten. Umgeben wird Saint-Hippolyte von den Nachbargemeinden Murols im Norden, Lacroix-Barrez im Nordosten, Montézic im Osten, Campouriez und Entraygues-sur-Truyère im Süden, Le Fel im Süden und Südwesten, Montsalvy im Südwesten und Westen sowie Lapeyrugue im Westen.

## Bevölkerungsentwicklung
| Jahr                       | 1962 | 1968 | 1975 | 1982 | 1990 | 1999 | 2006 | 2019 |
| Einwohner                  | 937  | 825  | 677  | 685  | 541  | 500  | 463  | 427  |
| Quellen: Cassini und INSEE |      |      |      |      |      |      |      |      |

## Sehenswürdigkeiten
- Kirche Saint-Hippolyte
- Kirche Notre-Dame im Ortsteil Rouens aus dem 18. Jahrhundert
- Kirche Saint-Pierre-aux-Liens in Pons  aus dem 15. Jahrhundert

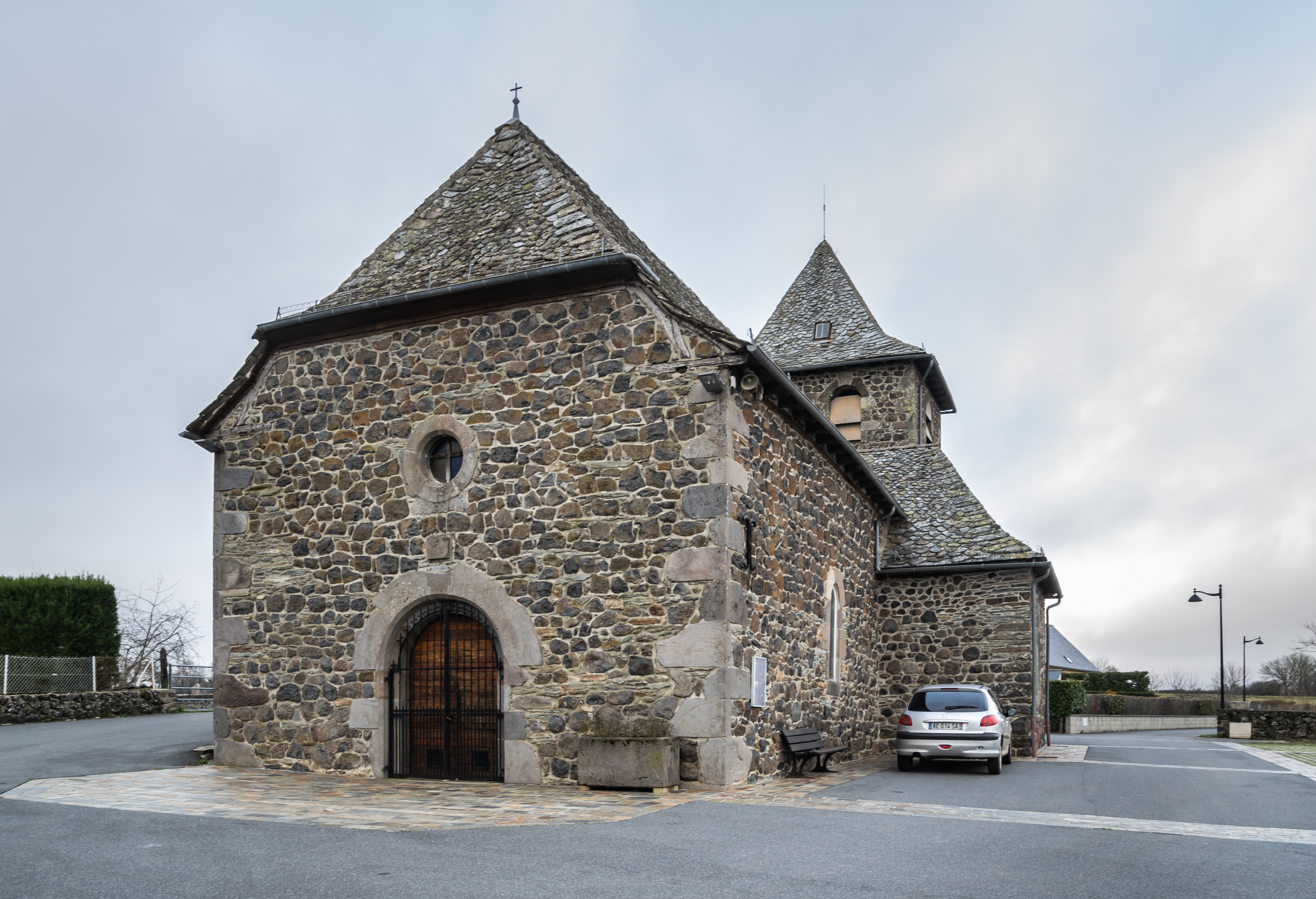
Kirche Notre-Dame in Rouens

- Talsperre Couesques

## Persönlichkeiten
- Juliette Mayniel (1936–2023), Schauspielerin